# مصرف سوخت در خودرو

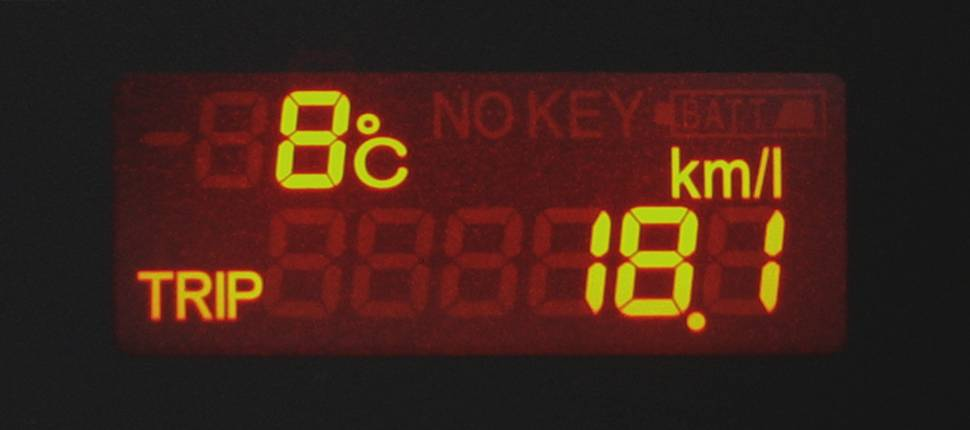
نمایشگر مصرف سوخت در هوندا ایرویو

مصرف سوخت در خودرو به میزان مصرف سوخت توسط یک اتومبیل پس از پیمودن یک مسیر مشخص اشاره دارد. محاسبه مصرف سوخت برپایه مسافت به صورت لیتر در صد کیلومتر محاسبه می‌شود. این معیار اندازه‌گیری در اروپا، چین، آفریقای جنوبی، استرالیا و زلاندنو مورد استفاده قرار می‌گیرد. در کشوری مانند کانادا نیز استفاده از هر دو روش محاسبه گالن در مایل و لیتر در صد کیلومتر استفاده می‌شود.